# Émeutes de la Baltique de 1970
Les émeutes de la Baltique ont éclaté dans le Nord de la Pologne en décembre 1970, provoquées par une augmentation soudaine des prix des denrées alimentaires et d'autres produits de première nécessité. Violemment réprimées par l'Armée populaire de Pologne et la milice, elles ont fait au moins quarante-deux morts et plus de mille blessés.

## Contexte
Le succès politique temporaire de Władysław Gomułka en 1956 n'arrivait pas à masquer la crise économique dans laquelle s'enfonçait la république populaire de Pologne. Le système des prix alimentaires fixés à un niveau artificiellement bas permettait de contenir le mécontentement dans les villes, mais il aboutissait à la stagnation de l'agriculture et obligeait à importer des produits alimentaires plus chers. Ce n'était pas tenable et, en décembre 1970, le régime annonça brutalement des augmentations massives sur les prix des produits alimentaires essentiels.
Les hausses de prix furent une fatale erreur de jugement : elles eurent l'effet d'un choc majeur pour la société et eurent comme conséquence de monter les travailleurs des villes contre le régime. Gomułka se persuadait que l'accord avec l'Allemagne de l'Ouest l'avait rendu plus populaire, mais dans les faits il semble que la plupart des Polonais estimaient que, puisque les Allemands ne constituaient plus une menace pour la Pologne, ils n'avaient plus besoin de tolérer le régime communiste comme une garantie de l'appui soviétique pour défendre la ligne Oder-Neisse.

## Déroulement
Les manifestations contre la hausse des prix éclatèrent dans le Nord, dans les villes côtières de Gdansk, Gdynia, Elbląg et Szczecin. Le bras droit de Gomułka, Zenon Kliszko (en), ne fit qu'aggraver les choses en ordonnant à l'armée de tirer sur les ouvriers alors qu'ils tentaient de retourner dans leurs usines. Le régime redoutait qu'on lançât une vague de sabotages, cependant la rumeur en aurait été inspirée par la police secrète afin de justifier sa réponse énergique aux manifestations.
Alors qu'un autre dirigeant du parti, Stanisław Kociołek, avait appelé les ouvriers à reprendre le travail, les soldats reçurent l'ordre à Gdynia de les en empêcher, si bien que, le 17 décembre, ils tirèrent dans la foule des ouvriers qui descendaient de leurs trains et des centaines d'entre eux furent tués ou blessés. Le mouvement de protestation s'étendit alors à d'autres villes, aboutissant à des grèves et des occupations. Le gouvernement mobilisa cinq mille membres de brigades de police spéciales et vingt-sept mille soldats équipés de chars lourds et de mitrailleuses. Plus de mille personnes furent blessées et au moins quarante tuées (d'autres chiffres souvent cités sont de trente-neuf ou de quarante-quatre, bien que le nombre exact de victimes reste inconnu) et trois mille furent arrêtées d'après les estimations modernes. À l'époque, le gouvernement ne reconnut toutefois que six morts. Toutes les victimes furent enterrées de nuit, en la seule présence de leur famille proche, afin d'éviter l'extension des émeutes.

## Conséquences à court terme
La direction du Parti se réunit à Varsovie et conclut qu'une révolte de grande envergure de la classe ouvrière était inévitable à moins de prendre des mesures radicales. Avec l'autorisation de Leonid Brejnev à Moscou, Gomułka, Kliszko et d'autres dirigeants furent contraints de démissionner : si les hausses de prix se trouvaient être un complot contre Gomułka, le coup était réussi. Comme Moscou n'aurait pas accepté Mieczysław Moczar, ce fut Edward Gierek qui fut désigné pour reprendre les rênes. Les hausses de prix furent annulées, des hausses de salaires annoncées et on promit des changements profonds dans les domaines économique et politique. Gierek se rendit à Gdańsk pour rencontrer les ouvriers, il présenta ses excuses pour les erreurs du passé, promit un renouveau en politique et déclara qu'étant ouvrier lui-même il gouvernerait désormais en faveur du peuple.

## Conséquences à long terme
Les objectifs des manifestants étaient surtout sociaux et économiques, et non politiques, mais les émeutes qu'on avait écrasées avaient relancé l'activité politique en sommeil dans la société polonaise. Néanmoins, les ouvriers des villes côtières ne réussirent pas à forcer le gouvernement à revenir sur l'augmentation des prix des denrées alimentaires. Cela ne se fit que quelques semaines plus tard, après les grèves de 1971 à Łódź.
Les causes de l'échec de ce mouvement furent retenues par Lech Wałęsa. En août 1980, il ne répéta pas les mêmes erreurs que son prédécesseur, Edmund Baluka : une stricte discipline fut imposée aux grévistes, la consommation d'alcool interdite, le cadre de la légalité respectée. Cela mena à l'accord de Gdańsk.